# Уильямс, Люсинда (легкоатлетка)
Люсинда Уильямс(-Адамс) (англ. Lucinda Williams(-Adams); род. 10 августа 1937, Саванна, Джорджия) — американская легкоатлетка (бег на короткие дистанции), чемпионка летних Олимпийских игр 1960 года в Риме, участница двух Олимпиад.

## Карьера
На летних Олимпийских играх 1956 года в Мельбурне Уильямс выступала в беге на 100 метров и эстафете 4×100 метров. В первом виде Уильямс на стадии предварительных забегов пробежала дистанцию за 12,0 с, чего оказалось недостаточно для продолжения борьбы за медали. В эстафете команда США (Шерли Стрикленд, Норма Крокер, Флёр Меллор, Бетти Катберт) завоевала бронзовые медали с результатом 44,9 с, но Уильямс не участвовала в финальном забеге и потому не получила олимпийской награды.
На следующей Олимпиаде 1960 года в Риме выступала в беге на 200 метров и эстафете 4×100 метров. В первой дисциплине Уильямс пробилась в полуфинал, где преодолела дистанцию за 25,0 секунд и выбыла из дальнейшей борьбы. В эстафете команда США (Марта Хадсон, Люсинда Уильямс, Барбара Джонс, Вилма Рудольф), за которую Уильямс бежала на втором этапе, завоевала золотые медали с результатом 44,5 с. Серебро завоевала Объединённая команда Германии (44,8 с), а бронзу — команда Польши (45,0 с).
В 1994 году она была введена в Зал спортивной славы Джорджии.